# 马尔科·亚里奇
马科·雅里奇（1978年10月12日—），塞尔维亚职业篮球运动员，曾效力于美国NBA联盟。他在2000年的NBA选秀中第2轮第30顺位被洛杉矶快船队选中。